# Vidya Sagar
Vidya Sagar (* 10. Juni 1992) ist ein indischer Leichtathlet, der sich auf den Sprint spezialisiert hat.

## Sportliche Laufbahn
Erste internationale Erfahrungen sammelte Vidya Sagar im Jahr 2015, als er bei den Militärweltspielen im südkoreanischen Mungyeong im 100-Meter-Lauf mit 10,94 s im Halbfinale ausschied und auch mit der indischen 4-mal-100-Meter-Staffel in 41,25 s den Finaleinzug verpasste. Im Jahr darauf nahm er an den Südasienspielen in Guwahati teil und belegte dort in 21,61 s den fünften Platz im 200-Meter-Lauf und gewann mit der Staffel in 41,09 s die Bronzemedaille hinter den Teams aus Sri Lanka und Pakistan.
In den Jahren 2015 und 2019 wurde Sagar indischer Meister in der 4-mal-100-Meter-Staffel.

## Persönliche Bestleistungen
- 100 Meter: 10,33 s (+1,9 m/s), 20. September 2018 in Jalahalli
- 200 Meter: 21,08 s (+1,4 m/s), 30. September 2016 in Lucknow